# Liste der ivorischen Außenminister
Diese Liste der ivorischen Außenminister listet alle ivorischen Außenminister seit 1960 auf.
| Nr. | Name (Lebensdaten)                 | Porträt | Amtszeit  |
| --- | ---------------------------------- | ------- | --------- |
| 1   | Félix Houphouët-Boigny (1905–1993) |         | 1960–1963 |
| 2   | Camille Alliali (* 1926)           |         | 1963–1966 |
| 3   | Arsène Assouan Usher (1930–2007)   |         | 1966–1977 |
| 4   | Simeon Aké (1932–2003)             |         | 1977–1990 |
| 5   | Amara Essy (1944–2025)             |         | 1990–2000 |
| 6   | Christophe M’Boua (1942–2013)      |         | 2000      |
| 7   | Charles Gomis (1941–2021)          |         | 2000      |
| 8   | Aboudramane Sangaré (1946–2018)    |         | 2000–2003 |
| 9   | Bamba Mamadou (1952–2012)          |         | 2003–2006 |
| 10  | Youssouf Bakayoko (1943–2023)      |         | 2006–2010 |
| 11  | Jean-Marie Kacou Gervais (* 1938)  |         | 2010–2011 |
| 12  | Alcide Djédjé (* 1956)             |         | 2010–2011 |
| 13  | Daniel Kablan Duncan (* 1943)      |         | 2011–2012 |
| 14  | Charles Koffi Diby (1957–2019)     |         | 2012–2016 |
| 15  | Albert Mabri Toikeusse (* 1962)    |         | 2016      |
| 16  | Marcel Amon-Tanoh (* 1951)         |         | 2016–2020 |
| 17  | Ally Coulibaly (* 1951)            |         | 2020–2021 |
| 18  | Kandia Camara (* 1959)             |         | 2021–2023 |
| 19  | Kacou Houadja Léon Adom (* 1950)   |         | seit 2023 |